# Frida Berglund
Frida Julia Berglund (i riksdagen kallad Berglund i Luleå), född Lassinantti 28 april 1922 i Övertorneå församling, Norrbottens län, död 14 februari 2007 i Luleå, var en svensk skolsköterska och politiker (socialdemokrat). Hon var syster till riksdagsmannen och landshövdingen Ragnar Lassinantti.
Frida Berglund var ledamot av Sveriges riksdag 1969–1985 för Norrbottens läns valkrets, fram till 1970 i andra kammaren.